# Băița de sub Codru (gmina)
Băița de sub Codru – gmina w Rumunii, w okręgu Marmarosz. Obejmuje miejscowości Băița de sub Codru i Urmeniș. W 2011 roku liczyła 1871 mieszkańców.